# Batman contre Man-Bat
Batman contre Man-Bat (Challenge of the Man-Bat!, Target For Tonight et Man or Bat!) est un album regroupant trois comics américains de Batman réalisé par Neal Adams, Frank Robbins et Dick Giordano, publié aux États-Unis dans Detective Comics 400, 402 et 407 en 1970 et, en France, chez Comics USA/Glénat dans la collection Super-Héros en 1988.

## Synopsis
Batman est confronté à un nouvel ennemi : Man-Bat, un hybride mi-homme, mi-chauve-souris.

## Personnages
- Alfred Pennyworth
- Batman
- Francine Evelyn Langstrom
- Man-Bat/Kirk Langstrom

## Éditions
- 1970 : Detective Comics #400, #402 et #407 : prépublication magazine
- 1984 : Man-Bat vs. Batman : édition originale en album[1]
- 1987 : Batman contre Man-Bat (Comics USA, Collection Super Héros #3) : première édition en français

## Adaptation
Cet épisode fut adapté dans l'épisode 4 de la série animée de Batman.